# Jean-Claude Passeron
Jean-Claude Passeron (Niza, 26 de noviembre de 1930) es un sociólogo y epistemólogo francés. En la actualidad es director de estudios honorífico en la Escuela de Estudios Superiores en Ciencias Sociales y reside en Marsella, donde forma parte de una unidad pluridisciplinaria (antiguo SHADYC, hoy Centre Norbert Elias).

## Biografía
Nacido en Niza en 1930, Jean-Claude Passeron estudia filosofía en la Escuela Normal Superior en los años 50. Allí seguirá con interés las clases del joven Michel Foucault, entre otros, y coqueteará levemente con la psicología antes de obtener la agregación y orientarse definitivamente hacia la sociología. En los años 60 da clases en un instituto durante un tiempo, antes de convertirse en asistente de Raymond Aron en la Sorbona. Trabaja entonces con Pierre Bourdieu, publicando con él dos obras que se convertirán en clásicos indiscutibles de la sociología de la educación: Los Herederos, en 1964, y La Reproducción, en 1970. Junto con Jean-Claude Chamboredon y Pierre Bourdieu, publican también en esos años El oficio de sociólogo, obra de referencia de metodología y epistemología de las ciencias sociales.
En paralelo con estos trabajos, dirige el departamento de sociología de la Universidad de Nantes, antes de formar parte, en 1968, del equipo fundador del Centre Universitaire Expérimental de Vincennes (hoy: Université Paris VIII, Vincennes Saint-Denis) junto con Robert Castel y Michel Foucault, entre otros. A principios de los años 80, sin embargo, abandona esta universidad para formar parte de la Escuela de Estudios Superiores en Ciencias Sociales como director de estudios. Será a partir de entonces cuando participe en la creación de un centro vinculado a esta institución en Marsella, con el objetivo de desarrollar una enseñanza interdisciplinar que aúne sociología, historia y antropología (acorde con su concepción weberiana de la sociología como ciencia histórica y plural), reservando un lugar al aprendizaje de las prácticas y técnicas de investigación (de acuerdo con su concepción de la sociología como "sociología de investigación" (sociologie d'enquête).
Además de su conocida colaboración con Bourdieu, del cual se distancia a principios de los años 70, realiza diversos trabajos con otros sociólogos, como Jean-Claude Chamboredon, Robert Castel, Claude Grignon, Michel Grumbach y François de Singly. En particular, Passeron desarrollará diversas investigaciones en el ámbito de la sociología de la cultura y del arte (sobre la lectura, la recepción de las obras de arte, etc.), publicando, entre otros, trabajos como L'Œil à la page, Les Artistes. Essai de morphologie sociale, Le Temps donné aux tableaux (no traducidos al español).
En 1991, publica Le Raisonnement sociologique, una obra de gran impacto que culmina una larga trayectoria de reflexión epistemológica sobre las ciencias sociales, sus esquemas (schèmes), su vocabulario, sus formas de "demostración" y prueba, sus argumentarios, etc. Rompiendo con algunas de las tesis de El oficio de sociólogo, esta obra, de inspiración marcadamente weberiana y anti-popperiana, recupera el dualismo entre las ciencias sociales y las ciencias naturales, afirmando que las ciencias sociales son ciencias históricas y que, por tanto, no comparten el mismo régimen de verdad que las ciencias naturales, no son ciencias falsables en el sentido de Karl Popper. Las ciencias sociales se caracterizan, según él, por una pluralidad de teorías en competencia irreductible a un único paradigma dominante (en discusión con los planteos de Thomas Khun sobre "Ciencia Normal"), que configuran distintos marcos conceptuales de interpretación. Ello no significa, sin embargo, que deba renegarse del rigor y la exigencia de referencia empírica. El razonamiento sociológico no puede ser, por tanto, más que un razonamiento mixto, compuesto en un necesario ir y venir entre el relato histórico y el razonamiento experimental.

## Obras principales
- (con Pierre Bourdieu) Los Herederos. Los estudiantes y la cultura, siglo XXI, 2008(v.o. 1964).
- (con Pierre Bourdieu y Jean-Claude Chamboredon), El oficio de sociólogo, siglo XXI, 2002 (v.o. 1968).
- (con Pierre Bourdieu) La Reproducción. Elementos para una teoría del sistema de enseñanza, Popular, 2001 (v.o. 1970).
- (con Claude Grignon) Lo culto y lo popular. Miserabilismo y populismo en sociología y en literatura, La Piqueta, 1992 (v.o. 1989).
- El razonamiento sociológico. El espacio comparativo de las pruebas históricas, siglo XXI, 2011 (v.o. 1991).